# Satun (stad)
Satun (Thais: สตูล) is een stad in Zuid-Thailand. Satun is hoofdstad van de provincie Satun en het district Satun. De stad telde in 2000 bij de volkstelling 28.132 inwoners.